# Мараноа (избирательный округ)
Избирательный округ Мараноа (англ. Division of Maranoa) — избирательный округ Палаты представителей Австралии в штате Квинсленд.

## История
Избирательный округ Мараноа был провозглашён в 1900 году и был одним из первоначальных 65 округов, которые участвовали в первых парламентских выборах 1901 года. Округ был назван в честь реки Мараноа, которая протекает по территории округа. Города на территории округа Мараноа, расположенные в основном в сельской юго-западной части штата Квинсленд: Шарлевилль, Куннамулла, Долби, Рома, Кингарой, Стэнторп, Уинтон и Уорик.
Мараноа — «комфортный» округ для Национальной партии; это было первое место в Квинсленде, выигранное этой партией. Изначально являясь округом лейбористов, Мараноа находилось в руках Национальной партии все годы, начиная с дополнительных выборов 1921 года, кроме трёх лет с 1940 по 1943 годы, и без перерыва с 1943 года. Тогда называвшаяся аграрной, национальная партия победила в Мараноа в 1943 году, несмотря на убедительную победу лейбористов в национальном масштабе — это был один из семи округов, где победила аграрная партия. На парламентских выборах 2016 и 2019 годов партия «Одна нация» обогнала лейбористов и заняла второе место после распределения мандатов.
В настоящее время Мараноа является избирательным округом Коалиции; Литтлпрауд имеет большинство в 22 процента против «Единой нации» и 25 процентов против лейбористов.
Джон Говард прозвал этот избирательный округ «Королевством Мараноа» после того, как в 1999 году на референдуме о преобразовании Австралии в республику округ Мараноа проголосовал с наибольшим количеством голосов «против». Тогдашний депутат от этого округа объяснил этот результат тем, что электорат был «хорошо информирован».

## Депутаты
|  | Изображение              | Депутат                        | Партия                            | Срок                               | Примечания |
|  | ------------------------ | ------------------------------ | --------------------------------- | ---------------------------------- | --- |
|  |                          | Джим Пейдж (1861—1921)         | Лейбористская                     | 30 марта 1901 — 3 июня 1921        | Работал главным парламентским организатором в Палате представителей Австралии при Фишере и Хьюзе. Умер в должности. |
|  |                          | Джеймс Хантер (1882—1968)      | Аграрная                          | 30 июля 1921 — 27 августа 1940     | Служил министром в правительстве Лайонса. Ушёл в отставку.                                                          |
|  |                          | Фрэнсис Бейкер (1873—1959)     | Лейбористская                     | 21 сентября 1940 — 21 августа 1943 | Проигранное место в Парламенте.                                                                                     |
|  |                          | Чарльз Адерманн (1896—1979)    | Аграрная                          | 21 августа 1943 — 10 декабря 1949  | Переведён в округ Фишер.                                                                                            |
|  |                          | Чарльз Рассел (1907—1977)      | Аграрная                          | 10 декабря 1949 — 7 октября 1950   | Ранее занимал место в Законодательном собрании Квинсленда от округа Далби. Проигранное место в Парламенте.          |
|  | Независимый кандидат     | Чарльз Рассел (1907—1977)      | 7 октября 1950 — 28 апреля 1951   |                                    | Ранее занимал место в Законодательном собрании Квинсленда от округа Далби. Проигранное место в Парламенте.          |
|  |                          | Уилфред Бримблкомб (1898—1973) | Аграрная                          | 28 апреля 1951 — 31 октября 1966   | В отставке. |
|  |                          | Джеймс Корбетт (1908—2005)     | Аграрная                          | 26 ноября 1966 — 2 мая 1975        | В отставке. |
|  | Национальная аграрная    | Джеймс Корбетт (1908—2005)     | 2 мая 1975 — 19 сентября 1980     |                                    | В отставке. |
|  |                          | Иэн Кэмерон (1938—)            | Национальная аграрная             | 18 октября 1980 — 16 октября 1982  | В отставке. |
|  | Национальная             | Иэн Кэмерон (1938—)            | 16 октября 1982 — 19 февраля 1990 |                                    | В отставке. |
|  |                          | Брюс Скотт (1943–)             | Национальная                      | 24 марта 1990 — 19 июля 2010       | Занимал пост министра при Говарде. Работал заместителем спикера при Гиллард, Радде, Абботе и Тернбулле. В отставке. |
|  | Либеральная национальная | Брюс Скотт (1943–)             | 19 июля 2010 — 9 мая 2016         |                                    | Занимал пост министра при Говарде. Работал заместителем спикера при Гиллард, Радде, Абботе и Тернбулле. В отставке. |
|  |                          | Дэвид Литтлпрауд (1976–)       | Либеральная национальная          | с 2 июля 2016                      | Занимал пост министра при Тернбулле. Действующий. В настоящее время является министром в правительстве Моррисона.   |

## Результаты выборов
| Парламентские выборы в Австралии (2022): Мараноа | Парламентские выборы в Австралии (2022): Мараноа | Парламентские выборы в Австралии (2022): Мараноа | Парламентские выборы в Австралии (2022): Мараноа | Парламентские выборы в Австралии (2022): Мараноа | Парламентские выборы в Австралии (2022): Мараноа |
| Партия                                           | Партия                                           | Кандидат                                         | Голоса                                           | %                                                | ±%                                               |
| ------------------------------------------------ | ------------------------------------------------ | ------------------------------------------------ | ------------------------------------------------ | ------------------------------------------------ | ------------------------------------------------ |
|                                                  | Либеральная национальная                         | Дэвид Литтлпрауд                                 | 52 382                                           | 56,26                                            | ▲0,26                                            |
|                                                  | Лейбористская                                    | Дэйв Керриган                                    | 14 236                                           | 15,29                                            | ▼0,26                                            |
|                                                  | Одна нация                                       | Майк Келли                                       | 11 070                                           | 11,89                                            | ▼2,73                                            |
|                                                  | Объединённая партия                              | Натан Макдональд                                 | 6202                                             | 6,66                                             | ▲3,03                                            |
|                                                  | Зелёные                                          | Эллиса Паркер                                    | 4533                                             | 4,87                                             | ▲1,45                                            |
|                                                  | Охотников, рыболовов и фермеров                  | Малкольм Ричардсон                               | 3695                                             | 3,97                                             | ▲3,97                                            |
|                                                  | Партия Австралийской Федерации                   | Даррен Кристиансен                               | 997                                              | 1,07                                             | ▲1,07                                            |
| Большинство                                      | Большинство                                      | Большинство                                      | 93 115                                           | 96,64                                            | ▲0,59                                            |
| Явка                                             | Явка                                             | Явка                                             | 96 349                                           | 88,39                                            | ▼3,54                                            |
| Голосование по предпочтениям за две партии       |                                                  |                                                  |                                                  |                                                  |                                                  |
|                                                  | Либеральная национальная                         | Дэвид Литтлпрауд                                 | 67 153                                           | 72,12                                            | ▼3,30                                            |
|                                                  | Лейбористская                                    | Дэйв Керриган                                    | 25 962                                           | 27,88                                            | ▲3,30                                            |
|                                                  | Либеральная национальная (удержание)             | Либеральная национальная (удержание)             | Свинг                                            | ▼3,30                                            |                                                  |